# Drapeau de l'île de l'Ascension
Le drapeau de l'île de l'Ascension est adopté le 11 mai 2013,. Ce territoire n'avait jusqu'à cette date aucun symbole identitaire et utilisait simplement l'Union Flag.
Toujours sur une base de Blue Ensign, les armoiries qui sont présentes ont été elles officialisées en août 2012. Celles-ci représentent sur l'écu Green Mountain, point culminant de l'île, stylisé au-dessus de la mer avec trois sternes en plein vol ; le blason est entouré de deux tortues vertes.

## Historique

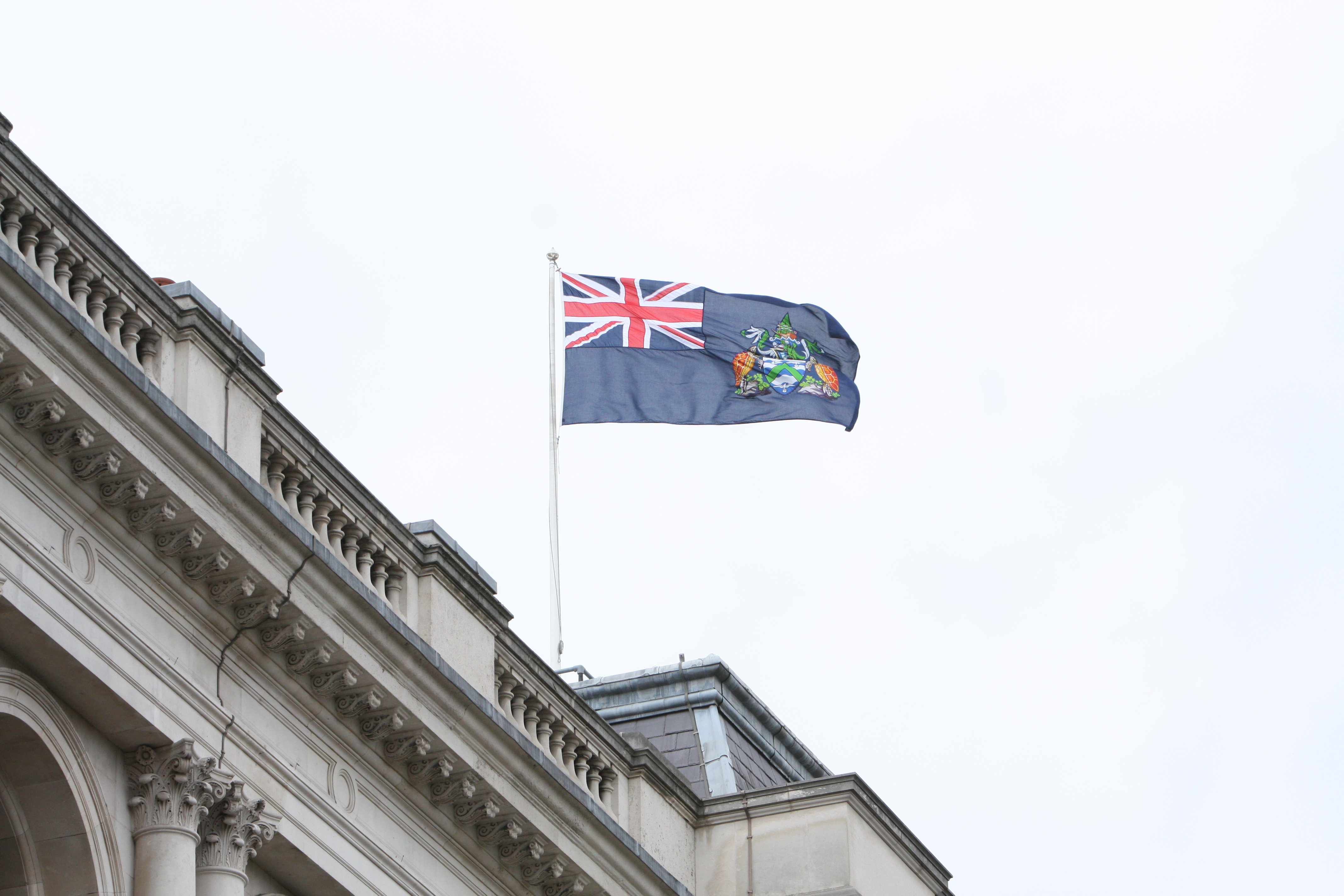
Drapeau de l'île de l'Ascension.

C'était l'un des rares territoires britanniques à ne pas avoir de drapeau(x). Le Conseil de l'île avait décidé le 3 mars 2009 de lancer une procédure de création d'un drapeau spécifique, en suggérant un concours ouvert à tous. Deux drapeaux ont été sélectionnés en 2010 et le projet final a été soumis en janvier 2012 au Collège des Armes du Royaume-Uni. Le décret royal est signé par la reine Élisabeth II.